# Gare de Joliette
La  gare de Joliette à Joliette est desservie par deux lignes de Via Rail Canada. C'est une gare patrimoniale.

## Histoire

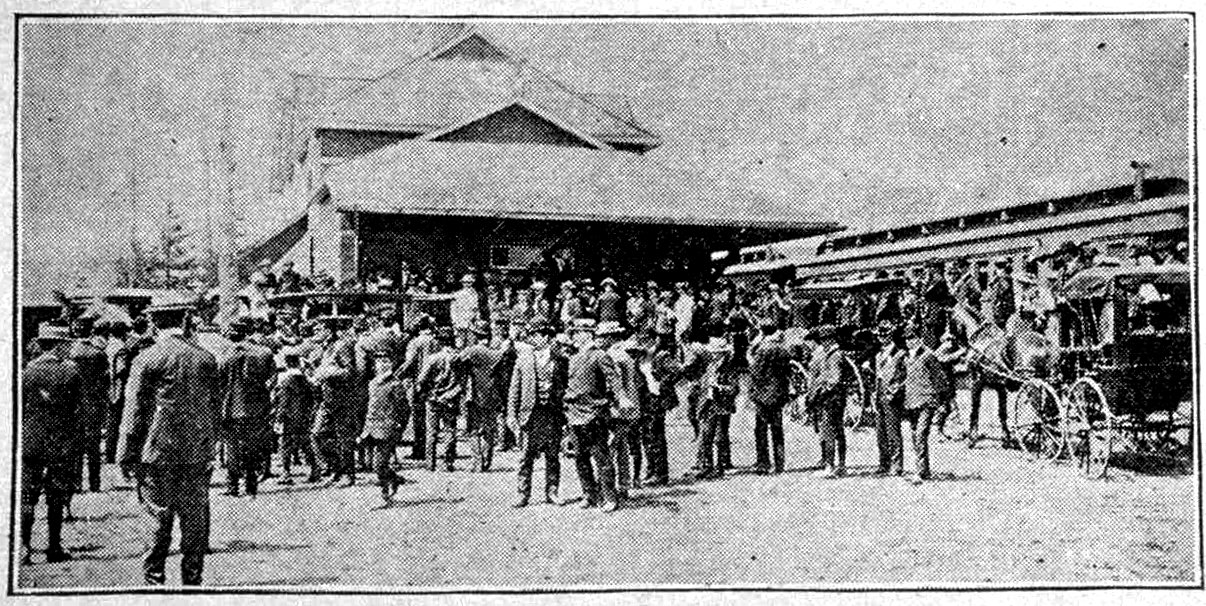
Excursionnistes à la gare de Joliette, vers 1905.

Premièrement construite par le Chemin de fer du Grand Nord du Canada (CGN) en 1901, la gare sera déplacée en 1957 à 100 mètres à l'ouest de son emplacement d'origine lors de la construction d'un viaduc routier. 
La gare est construite en style néo-Tudor, en brique à deux étages. "Sa conception et sa construction de brique d'excellente qualité traduisent la volonté du CGN de projeter une image de durabilité et de stabilité." La partie est de la gare est élargie en 1927. La gare fera partie du système du chemin de fer Canadian National peu après.
La ville de Joliette songe acheter la gare en 2013, mais elle doit attendre l'accord de Via Rail, du Canadien National (qui appartient les terres sous l'édifice) et du gouvernement du Canada (vu le statut de gare patrimoniale). En 2015, la ville l'achète avec une promesse de la Via Rail de fournir 175 000 $ pour rénover le bâtiment. Peu utilisé sauf pour la vente de billets, la gare doit avoir une nouvelle toiture, de nouvelles fenêtres et la remise en état de la maçonnerie pour tout mettre en ordre. Le 18 avril 2016, la ville de Joliette cite le bâtiment comme immeuble patrimonial.